# Kenny Hayes
Kenneth Sherrod Hayes, detto Kenny (Toledo, 16 aprile 1987), è un cestista statunitense che gioca nel ruolo di guardia.

## Carriera
Dopo non essere stato scelto al Draft NBA 2010, il 1º novembre viene selezionato dai Maine Red Claws nel Draft della D-League 2010. Gioca ai Red Claws per due stagioni e l'8 aprile 2012 viene nominato giocatore più migliorato della D-League per la stagione 2011-12.
Il 5 agosto 2012 Hayes firma per un anno all'Hapoel Gilboa Galil della lega israeliana. L'estate successiva firma per il Maccabi Ashdod sempre in Israele.
Il 23 luglio 2014 Hayes firma in Italia alla Vanoli Cremona. Dopo una buona annata in Italia, passa all'Astana, club kazako della VTB United League.
Il 7 marzo 2016 si trasferisce in Spagna all'Unicaja Málaga.

## Palmarès

### Club
- Lega Balcanica: 1

Hapoel Gilboa Galil Elyon: 2012-13

### Individuale
- NBA Development League Most Improved Player Award (2012)